# Alexeter improbus
Alexeter improbus är en stekelart som först beskrevs av Holmgren 1857.  Alexeter improbus ingår i släktet Alexeter och familjen brokparasitsteklar. Arten är reproducerande i Sverige. Inga underarter finns listade i Catalogue of Life.